# Modelo de Einstein
El modelo de Einstein o sólido de Einstein es un modelo de sustancia sólida basado en dos suposiciones:
- Cada átomo en la red es un oscilador armónico cuántico tridimensional independiente.
- Todos los átomos oscilan con la misma frecuencia (a diferencia del modelo de Debye).

Mientras que la suposición de que en un sólido las oscilaciones son independientes es muy exacta, estas oscilaciones son ondas sónicas o fonones, modos colectivos que involucran muchos átomos. En el modelo de Einstein, cada átomo oscila en forma independiente. Einstein era consciente de la dificultad en calcular la frecuencia de las oscilaciones, sin embargo propuso su teoría porque era una demostración clara que la mecánica cuántica podía resolver el problema del calor específico en la mecánica clásica.

## Impacto histórico
La teoría original que Albert Einstein  propuso en 1907 posee una gran relevancia histórica. La mecánica clásica daba una explicación para la capacidad calorífica de los sólidos tal como la predecía la  ley empírica de Dulong y Petit, que justificaba que el calor específico de los sólidos fuera independiente de la temperatura. Sin embargo los experimentos a bajas temperaturas mostraban que la capacidad calorífica variaba, tendiendo a cero para una temperatura igual al cero absoluto. Para temperaturas mayores, el calor específico aumenta hasta que se aproxima a temperaturas elevadas con las predicciones de Dulong y Petit.
Al utilizar la suposición de cuantización de Planck, la teoría de Einstein era consistente por primera vez con las tendencias observadas en los experimentos. Junto con el efecto fotoeléctrico, se convirtió en una de las más importantes evidencias de la necesidad de la cuantización. Einstein utilizó los niveles del oscilador mecánico cuántico muchos años antes que se desarrollara la mecánica cuántica moderna.
En el modelo de Einstein, el calor específico tiende a cero en forma exponencial a bajas temperaturas. Esto se debe a que todas las oscilaciones tienen una frecuencia común. El comportamiento correcto se obtiene cuantizando los modos normales del sólido tal como Einstein sugirió. Entonces resulta que las frecuencias de las ondas no son todas iguales, y el calor específico tiende a cero con la dependencia {\displaystyle T^{3}}, que ajusta con los resultados de los experimentos. Esta modificación es denominada el modelo de Debye, que fue publicado en 1912.

## Capacidad calorífica (ensamble microcanónico)

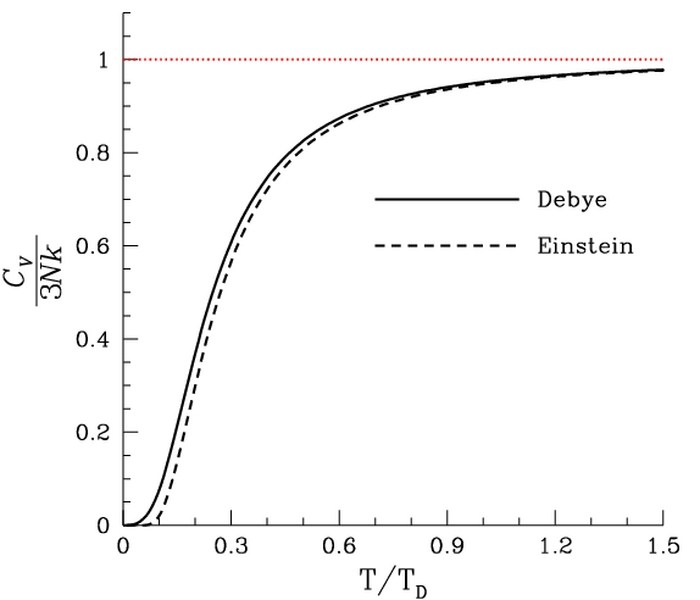
Representación de la capacidad calorífica adimensional dividida por tres, en función de la temperatura, según el modelo de Debye y el primer modelo de Einstein. El eje de ordenadas corresponde con la temperatura dividida por la temperatura de Debye. Nótese que la capacidad calorífica adimensional es cero en el cero absoluto de temperatura y aumenta hasta el valor 3 cuando la temperatura aumenta muy por encima de la temperatura de Debye. La línea roja representa el límite clásico dado por la ley de Dulong-Petit.

La capacidad calorífica de un objeto a volumen constante V queda definido por su energía interna U como 
{\displaystyle C_{V}=\left({\partial U \over \partial T}\right)_{V}.}
{\displaystyle T}, la temperatura del sistema, se obtiene a partir de la entropía
{\displaystyle {1 \over T}={\partial S \over \partial U}.}
Para obtener la entropía, analicemos el caso de un sólido constituido por {\displaystyle N} átomos, cada uno de los cuales tiene 3 grados de libertad. Por lo tanto hay {\displaystyle 3N} osciladores cuánticos armónicos (en lo sucesivo abreviados OAS por osciladores armónicos simples).
{\displaystyle N^{\prime }=3N}
Las energías posibles de un OAS quedan expresadas por 
{\displaystyle E_{n}=\hbar \omega \left(n+{1 \over 2}\right)}
en otras palabras, los niveles de energía se encuentran equiespaciados y se puede definir un quantum de energía
{\displaystyle \varepsilon =\hbar \omega }
que es la cantidad más pequeña y única por medio de la cual se puede aumentar la energía de un OAS. A continuación se debe calcular la multiplicidad del sistema. Ello es el número de formas en que se pueden distribuir {\displaystyle q} quantos de energía entre {\displaystyle N^{\prime }} OASs. Esta tarea se simplifica si uno imagina la distribución de {\displaystyle q} bolillas en {\displaystyle N^{\prime }} cajas
o separando filas de bolillas con {\displaystyle N^{\prime }-1} particiones
u ordenando las {\displaystyle q} bolillas y las {\displaystyle N^{\prime }-1} particiones
Esta última figura es la más interesante. El número de configuraciones de {\displaystyle n} objetos es {\displaystyle n!}.  Por lo tanto el número de configuraciones posibles de  {\displaystyle q} bolillas y {\displaystyle N^{\prime }-1} particiones es {\displaystyle \left(q+N^{\prime }-1\right)!}. Sin embargo, si las particiones #2 y #5 se intercambian, uno no lo percibiría. La misma consideración es válida para los quantos. Para obtener el número de configuraciones distinguibles posibles se debe dividir el número total de configuraciones por el número de configuraciones indistinguibles. Hay {\displaystyle q!} configuraciones idénticas de quantos, y {\displaystyle (N^{\prime }-1)!} configuraciones idénticas de particiones.  Por lo tanto, la multiplicidad del sistema es
{\displaystyle \Omega ={\left(q+N^{\prime }-1\right)! \over q!(N^{\prime }-1)!}}
Lo cual tal como se indicó previamente, es el número de formas en que se pueden depositar {\displaystyle q} quantos de energía en {\displaystyle N^{\prime }-1} osciladores. La entropía del sistema tiene la forma
{\displaystyle S/k=\ln \Omega =\ln {\left(q+N^{\prime }-1\right)! \over q!(N^{\prime }-1)!}.}
{\displaystyle N^{\prime }} es un número muy grande—por lo tanto restarle uno no tiene ningún efecto significativo:
{\displaystyle S/k\approx \ln {\left(q+N^{\prime }\right)! \over q!N^{\prime }!}}
Es posible simplificar la entropía con ayuda de la aproximación de Stirling:
{\displaystyle S/k\approx \left(q+N^{\prime }\right)\ln \left(q+N^{\prime }\right)-N^{\prime }\ln N^{\prime }-q\ln q.}
La energía total de un sólido queda expresada como
{\displaystyle U={N^{\prime }\varepsilon  \over 2}+q\varepsilon ,}
dado que hay en total q quantos de energía en el sistema además del estado de energía base de cada oscilador. Algunos autores, como por ejemplo Schroeder, omiten este estado base de energía en su definición de la energía total de un sólido de Einstein.
Se procede ahora a calcular la temperatura
{\displaystyle {1 \over T}={\partial S \over \partial U}={\partial S \over \partial q}{dq \over dU}={1 \over \varepsilon }{\partial S \over \partial q}={k \over \varepsilon }\ln \left(1+N^{\prime }/q\right)}
La eliminación de q entre las dos fórmulas precedentes permire despejar U:
{\displaystyle U={N^{\prime }\varepsilon  \over 2}+{N^{\prime }\varepsilon  \over e^{\varepsilon /kT}-1}.}
El primer término está asociado con la energía en el punto cero y no contribuye al calor específico. Por lo tanto desaparece en el paso siguiente.
Diferenciando con respecto a la temperatura para obtener {\displaystyle C_{V}} se obtiene:
{\displaystyle C_{V}={\partial U \over \partial T}={N^{\prime }\varepsilon ^{2} \over kT^{2}}{e^{\varepsilon /kT} \over \left(e^{\varepsilon /kT}-1\right)^{2}}}
o

{\displaystyle C_{V}=3Nk\left({\varepsilon  \over kT}\right)^{2}{e^{\varepsilon /kT} \over \left(e^{\varepsilon /kT}-1\right)^{2}}.}
Si bien el modelo de sólido de Einstein predice correctamente los calores específicos a temperaturas altas, se desvia de manera apreciable en sus predicciones con respecto de los datos experimentales en el rango de bajas temperaturas.  Véase el  modelo de Debye para calcular con precisión los calores específicos a bajas temperaturas.